# The Great Pretender (The Platters)
The Great Pretender è un brano musicale dei Platters pubblicato nel 1955 come singolo dalla Mercury Records.

## Descrizione
The Great Pretender è stata scritta, sia per il testo che per la musica da Buck Ram. fu inserito nella colonna sonora del film American Graffiti. La canzone si trova al 351º posto nella Lista dei 500 migliori brani musicali secondo Rolling Stone. I'm Just a Dancing Partner è stata scritta da Herbert Weiner e Cy Crane (che usa lo pseudonimo Crain).

## Edizioni

### Prima pubblicazione
The Great Pretender venne pubblicato nel singolo The Great Pretender/I'm Just A Dancing Partner (tranne alcuni paesi) nelle seguenti edizioni:
1955
- Stati Uniti e Canada (Mercury, 70753X45) - 45 giri
- Stati Uniti e Canada (Mercury, 70753) - 78 giri
- Australia (Esquire Mercury, 45037) - 45 giri
- Francia (Mercury, MM 10087) - 45 giri
- Italia (Music, MM 70155) - 78 giri
- Italia (Music, 70155x45) - 45 giri
- Sudafrica (Mercury, Mer 371) - 78 giri

1956
- Brasile (Mercury, 35070) - 78 giri
- Giamaica (Mercury, R2113) - 78 giri
- Nuova Zelanda (Mercury, M4163) - 78 giri

1989
- Germania (Polydor, 874 842-7) - 45 giri

### Seconda pubblicazione
Un'altra versione successiva fu stampata con un diverso retro, nel singolo The Great Pretender/Only You, nelle seguenti edizioni:
1955
- Regno Unito (Mercury, MT.117) - 45 giri

1956
- Svezia (Mercury, B 45-689) - 45 giri
- Svezia (Mercury, B 689) 78 giri
- Paesi Bassi (Mercury, 957001) - 78 giri

1957
- Paesi Bassi (Mercury, 957001X45) - 45 giri

1958
- Germania (Mercury, R 21146) - 45 giri

1972
- Italia (Mercury, 129 914) - 45 giri
- Germania (Musicor Records, 12 248 AT) 45 giri
- Stati Uniti (Mercury, C-30065) 45 giri

1989
- Germania (Mercury, 6167 415) - 45 giri, nella serie Legendary Oldies con cui la Philips tedesca ristampava vecchio materiale di catalogo con copertina standard

### Altre pubblicazioni
In Belgio venne pubblicato nel 1956 il 45 giri The Great Pretender/Winner Take All (Mercury, 70820)
In Argentina venne stampato nel 1955 a nome Los Plateros su 78 giri Solamente Tú (Y Sólo Tú)/El Gran Simulador; nonostante i titoli in spagnolo le canzoni sono nelle versioni originali in inglese

## Formazione
- Tony Williams voce solista
- Zola Taylor contralto
- David Lynch tenore
- Paul Robi baritono
- Herb Reed basso

## Cover (parziale)
- Nel 1956 il cantante australiano Jimmy Parkinson ha pubblicato una cover pubblicata come singolo[1]
- Nel 1960 il Quintetto Jannello-Schiavon l'ha incisa in una cartolina sonora a 78 giri, incisa da un solo lato, con il testo in italiano di Biri e il titolo Il cantante folle.
- Nel 1961 è stata incisa da Pat Boone
- Nel 1962 Roy Orbison l'ha inclusa nell'album Crying come seconda traccia
- Nel 1972 The Band l'ha inserita nell'album di cover Moondog Matinee[2]
- Nel 1973 Raul Seixas l'ha inclusa nell'album Os 24 Maiores Sucessos da Era do Rock[3]
- Nel 1981 Lester Bowie l'ha inserita nel suo album The Great Pretender come traccia di apertura.
- Nel 1984 Dolly Parton l'ha inserita come decima traccia nell'album The Great Pretender
- Nel 1984 Adriano Celentano l'ha incisa nel 45 giri Susanna/Il cantante folle, riprendendo il testo in italiano di Biri[4]
- Nel 1987 Freddie Mercury ne ha realizzato una cover nel singolo omonimo.
- Nel 2009 Enrico Ruggeri inserisce il brano nel suo triplo album All in - L'ultima follia di Enrico Ruggeri.